# Tortula amblyophylla
Tortula amblyophylla là một loài Rêu trong họ Pottiaceae. Loài này được (Mont.) Thér. miêu tả khoa học đầu tiên năm 1920.